# Trapp (Geologie)

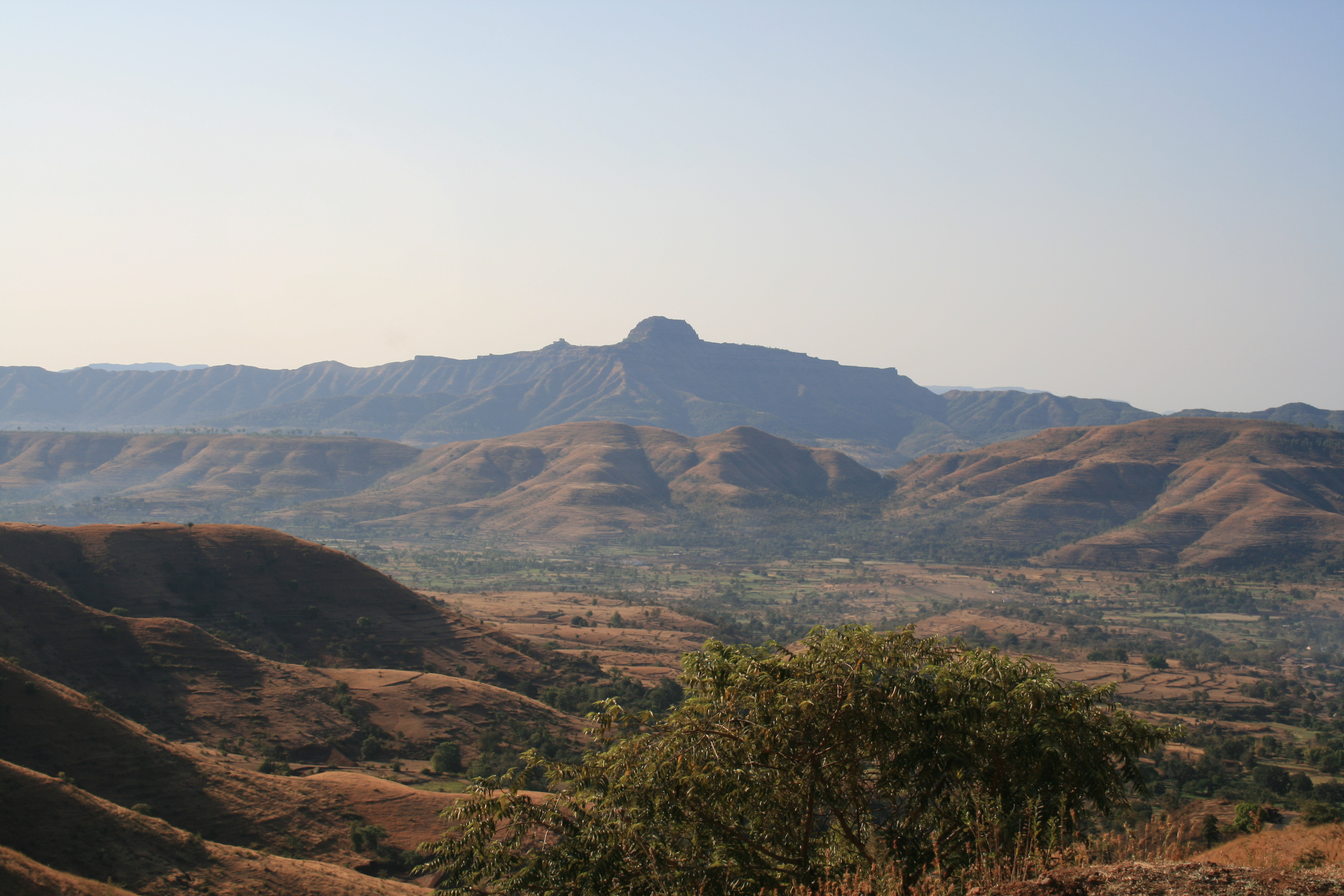
Dekkan-Trapp bei Pune

Trapp ist die alte, aus dem Skandinavischen (schwedisch trappa für „Treppe“) stammende Bezeichnung für treppenartige Formationen aus Flutbasalt (oder anderen Eruptivgesteinen wie Diabas oder Melaphyr), die sich z. T. über gewaltige Flächen erstrecken. Es handelt sich hierbei um zahlreiche übereinander gelagerte deckenartige Formationen, die häufig durch terrestrische Sedimente voneinander getrennt werden.
Trappdecken entstehen durch das Erstarren von dünnflüssiger Lava, die aus nebeneinander liegenden tiefreichenden Spalten aus dem Untergrund austritt. Die so entstandenen mehr oder weniger ebenen Lavadecken der erkalteten Lava werden als Lavaplateaus, Trappdecken, Plateaubasalt oder Flutbasalt bezeichnet, die mitunter mehrere tausend Meter mächtig werden können.
Bekannte Beispiele sind
- der Dekkan-Trapp in Indien
- der Sibirische Trapp in Russland
- der Emeishan-Trapp im südlichen China
- der Columbia-Plateaubasalt in den nordwestlichen Vereinigten Staaten.